# کنکل
کنکل (به فرانسوی: Cancale) یک کمون در کشور فرانسه است که در canton of Cancale واقع شده‌است.

## خصوصیات
کنکل ۱۲٫۶ کیلومترمربع مساحت و ۵٬۳۴۱ نفر جمعیت دارد و ۴۵ متر بالاتر از سطح دریا واقع شده‌است.